# Movimiento religioso
Un movimiento religioso es una tipología de movimiento social e ideológico en el ámbito de lo religioso.

## Tipos
Los distintos tipos de movimientos religiosos ( iglesias, confesiones religiosas y sectas) forman un continuo de mayor a menor influencia en la sociedad. Las sectas se definen por su marginalidad y tensión frente a las corrientes mainstream, así como por su mayor exigencia de implicación a sus fieles. Los llamados "cultos" (cult) y nuevos movimientos religiosos se sitúan fuera de ese continuo y en contraste con los otros grupos suelen tener doctrinas nobles.
La clasificación sociológica de los movimientos religiosos se desarrolló inicialmente por Max Weber y su discípulo y colega Ernst Troeltsch. La realizaron en relación con dos tipos ideales: "secta" e "iglesia". En la versión que de ella da Françoise Champion, la diferencia estriba en que "se nace" en el seno de las iglesias, que son coextensivas con las sociedades, mientras que en las sectas "se entra" por conversión; la iglesia acepta un compromiso con el mundo, mientras que la secta lo rehúsa; por último, entre los miembros de una iglesia hay dos categorías: clérigos y laicos, mientras que en las sectas, en principio, todos se someten a las mismas exigencias morales.
Esta tipología fue retomada y afinada por otros sociólogos, como Bryan Wilson, que desarrolló una nueva clasificación de las sectas en "conversionistas"  (conversión interior), "revolucionarias" (Dios transforará el mundo), "introversionistas" (ruptura con el mundo corrupto), "manipuladoras" (técnicas de acceso al éxito), "taumatúrgicas" (intervención milagrosa de Dios), "reformistas" (reforma voluntaria de la conciencia) y "utópicas" (reconstrucción social a partir de la religión). Creada para describir las "sectas protestantes" surgidas en el siglo XIX, tal clasificación es difícilmente aplicable a religiones no cristianas o a los nuevos movimientos religiosos aparecidos a finales del siglo XX.

## Iglesia y secta
Weber y Troeltsch definieron cuatro puntos esenciales para distinguir el tipo-ideal "secta" del tipo-ideal "iglesia": el carácter universalista o elitista, la existencia de un clero, la actitud de rechazo o compromiso en relación con la sociedad y la "rutinización", que hace que con el tiempo una secta tienda a convertirse en una iglesia.
Las iglesias tienen un carácter universalista, y a ellas se pertenece desde el nacimiento sin necesidad de convertirse personalmente. Las iglesias admiten a los tibios, al contrario que las sectas, que exigen un compromiso personal.
Las iglesias tienen "carisma de función", con existencia de un clero y órdenes religiosas.
Una iglesia es el corolario social de la religión que toma su lugar entre las instituciones profanas. Para Troeltsch, "la iglesia es una organización religiosa que reconoce la fuerza de la sociedad en el seno de la cual existe. Eso es porque reconoce al mundo como necesario, y que tal coexistencia puede permitirle ser ganado para la religión. De una parte no renuncia a esforzarse por influir en el mundo. De otra parte no pierde su posición oponiéndose directamente al poder secular existente".

## Culto y secta
El sociólogo Roy Wallis (1945–1990) introdujo una definición diferenciada entre "cultos" y "sectas". Según esta diferenciación, un "culto" se caracteriza por el "individualismo epistemológico", con lo que indica que "el culto no tiene un locus claro de autoridad final detrás del miembro individual". Según Wallis, los cultos se describen generalmente como "orientados a los problemas de los individuos, vagamente estructurados, tolerantes y no exclusivos", hacen "pocas exigencias a sus miembros", sin poseer una "clara distinción entre miembros y no-miembros", con "una rápida rotación de sus miembros" y son colectivos transitorios con fronteras difusas y sistemas de creencias fluctuantes. Wallis propone que los cultos emergen del cultic milieu. Contrasta los cultos con las sectas, a las que caracteriza por su "autoritarismo epistemológico" (algún locus autoritario que puede legítimamente realizar atribuciones de herejía); su pretensión de poseer un acceso único y privilegiado a la verdad o la salvación (como la salvación colectiva); y el alto nivel de compromiso de los adeptos, que miran a los situados fuera de los confines de la colectividad como a "aquellos que están en el error".

## Culto y nuevo movimiento religioso
En 1975, Rodney Stark y William Sims Bainbridge propusieron la distinción de tres tipos de "cultos", según su nivel de implicación de sus adeptos (o "clientes", como en una relación comercial):
- "Cultos de audiencia" que difícilmente tienen ningún tipo de organización, dado que sus partícipes/consumidores carecen de una implicación significativa.
- "Cultos de cliente", en los que los que proporcionan los servicios exhiben un grado de organización en contraste con sus clientes. Los cultos de cliente conectan redes sociales de compromiso moderado, a través de las cuales se intercambian bienes y servicios. La relación que se establece entre cliente y líder se asemeja a la que se establece entre un paciente y su terapeuta.
- "Movimientos de culto", que buscan proporcionar servicios que satisfagan todas las necesidades espirituales de sus adeptos, aunque difieren significativamente en el grado de implicación y compromiso temporal de los adeptos.

Paul Schnabel ha argumentado que la lectura de los libros de L. Ron Hubbard originó un "culto de audiencia" que derivó en un "culto de cliente" (la llamada Dianética) hasta convertirse en un "movimiento de culto" (Iglesia de la Cienciología).
Roy Wallis introdujo un sistema de clasificación de los nuevos movimientos religiosos basado en la relación de éstos con el mundo.
- "Movimientos de rechazo al mundo": ven el orden social prevaleciente como desviao, como una perversión del plan divino. Ven el mundo como un mal, o al menos como algo rechazable, materialista. Suelen adherirse a creencias milenaristas. Ejemplos serían los Niños de Dios, la Iglesia de la Unificación, los Hare Krishna, los Brahma Kumaris, etc.
- "Movimientos que se acomodan al mundo": trazan una clara distinción entre las esferas espiritual y mundana. Se adaptan al mundo, y ni lo rechazan ni lo afirman, teniendo poca o ninguna consecuencia en las vidas cotidianas de sus adeptos.
- "Movimientos que afirman el mundo": pueden no tener ningún ritual ni ideología formal y carecer de la mayor parte de las características de los movimientos religiosos. Afirman el mundo y simplemente reclaman tener los medios para "liberar el potencial oculto" ("Movimiento del potencial humano"), como los seminarios de entrenamiento de Werner Erhard (Erhard Seminars Training) o la Meditación Trascendental.

## Iglesia yecclesia
Leopold von Wiese (1932) introdujo la diferenciación entre "iglesia" (kirche) y "ecclesia" (ecclesia), teniendo estas últimas menos éxito en la obtención de la adhesión absoluta de todos los miembros de la sociedad, de modo que no constituyen el único cuerpo religioso, como ocurre con las iglesias nacionales europeas, que conviven con los dissenters. Por el contrario, las "iglesias" (que se ejemplifican en la situación de la Iglesia católica en el Bajo Imperio Romano -a partir del Edicto de Tesalónica- o la de las instituciones religiosas en los Estados islámicos -incluso en la actualidad-) reclaman universalidad, incluyen a todos los miembros de la sociedad (con una fuerte tendencia a identificar al "miembro" con el "ciudadano"), ejercen un monopolio (intentando eliminar cualquier competencia en el ámbito religioso); se alían estrechamente con el Estado y los poderes seculares (con un solapamiento frecuente de responsabilidades y mutuo reforzamiento); se organizan extensamente como una institución jerárquica y burocrática con una compleja división del trabajo; emplean un clero profesional (dedicado a tiempo completo, con apropiadas credenciales, formalmente ordenado y educado); obtienen sus nuevos miembros principalmente a través de la reproducción natural y la socialización de los niños en su seno; y permiten o incluso incentivan una cierta diversidad interna a través de la creación de diferentes grupos (como las órdenes religiosas en el cristianismo o las madhab en el islam), al tiempo que proscriben como herejía cualquier desviación que implique la formación de nuevas religiones.

## Confesión religiosa
El concepto de confesión religiosa se sitúa como un continuo entre secta e iglesia. Las confesiones llegan a la existencia cuando las iglesias pierden su monopolio religioso dentro de una sociedad. Una confesión es una religión entre muchas. Cuando iglesias o sectas se convierten en confesiones, también cambian sus características. Ronald L. Johnstone proporciona ocho características de las confesiones:
1. De forma similar a las iglesias, y al contrario que las sectas, se relacionan en relativamente buenos términos con el Estado y los poderes secularas y pueden, llegado el caso intentar influir en el gobierno.
2. Mantienen al relaciones como mínimo de tolerancia y usualmente de amistad con otras confesiones, en un contexto de pluralismo religioso.
3. Confían principalmente en la reproducción biológica para el crecimiento de su número de miembros, aunque también aceptan conversos; algunas pueden ser proselitistas.
4. Aceptan el principio de que la doctrina puede cambiar, aunque sea mínimamente, y practican y toleran alguna diversidad teológica y sus disputas.
5. Siguen un ritual más o menos rutinizado,[7] y un servicio de culto que explícitamente no fomenta la expresión emocional espontánea.
6. Emplean y entrenan un clero profesional que debe cumplir requisitos formales para ser certificado como tal.
7. Aceptan un compromiso de sus miembros menos estricto que en las sectas, pero mayor que en las iglesias.
8. Se nutren desproporcionadamente de las clases medias y altas.

La mayor parte de los movimientos religiosos cristianos que se han formado tras la Reforma protestante se definen como confesiones (luteranos, baptistas, adventistas del séptimo día, etc.)